# Fritz Füller
Fritz Füller (* 8. September 1900 in Suhl; † 29. November 1982 ebenda) war ein deutscher Kaufmann, Schauspieler, Feinmechaniker und Botaniker. Er wurde vor allem durch seine Publikationen über Orchideen bekannt.

## Leben
Der Vater des 1900 in Suhl geborenen Fritz Füller war Handwerker. Füller selbst absolvierte eine kaufmännische Lehre bei einer Suhler Zeitung, war aber nur kurz in diesem Beruf beschäftigt. Er nahm Gesangsunterricht und wurde nach dem Ersten Weltkrieg Schauspieler. 1921 heiratete er Hildegard Schulz, die er am Stadttheater in Staßfurt kennengelernt hatte; sie hatten drei Kinder. 1924 gaben beide die Schauspielerei auf, Fritz Füller arbeitete in der Folge als Feinmechaniker, nach dem Zweiten Weltkrieg bis 1972 wieder in einem kaufmännischen Beruf. Seine Frau starb 1970, sein ältester Sohn 1980. Fritz Füller verstarb 1982 in seiner Heimatstadt Suhl.

## Werke
Seit 1941 kartierte und fotografierte Füller Orchideen, vornehmlich im Umkreis seines thüringischen Wohnorts. Nach einigen kleineren Publikationen schrieb er 1955 für die Reihe „Die Neue Brehm-Bücherei“ den Band über die heimischen Arten Frauenschuh und Riemenzunge. Bis 1972 folgten weitere neun Bände, die die Orchideenflora Deutschlands abdeckten. Noch bevor der letzte Band erschienen war, wurden die ersten wieder überarbeitet, um eine Ausweitung auf die Orchideen Mitteleuropas darzustellen. Einige Bände erschienen in einer dritten, nochmals von Füller bis ins Jahr 1982 überarbeiteten Auflage.